# Ananthacorus angustifolius
Ananthacorus angustifolius är en kantbräkenväxtart som först beskrevs av Olof Peter Swartz, och fick sitt nu gällande namn av Lucien Marcus Underwood och Maxon. Ananthacorus angustifolius ingår i släktet Ananthacorus och familjen Pteridaceae. Inga underarter finns listade.